# Manuel Mozos
Manuel Augusto Fernandez de los Mozos (Lisboa, 6 de Junho de 1959) é um cineasta português.

## Biografia
Estudou História e Filosofia, acabando por ingressar na Escola Superior de Teatro e Cinema do Instituto Politécnico de Lisboa, onde se especializou em Montagem. Nesta escola foi aluno de Jorge Silva Melo. Estagiou no SEC de Paris; foi o responsável pela montagem de vários filmes. 
Realizou em 1989 o seu primeiro filme, Um Passo, Outro Passo e Depois..., com banda sonora de Rodrigo Leão. Manuel Mozos venceu o Grande Prémio do Festival de Belfort em 1990 com esse filme.
Em 1992 realizou a sua primeira longa-metragem, Xavier. Realiza "Lisboa no Cinema" para o Lisboa-94 com recurso a 28 filmes portugueses com imagens de Lisboa. Assinou ainda vários documentários e videoclipes. 
Em 2009 realizou o documentário Ruínas e estreou também 4 Copas, o seu projecto mais recente, produzido na Rosa Filmes.
Tal como Teresa Villaverde, Pedro Costa, Joaquim Sapinho, João Pedro Rodrigues, Marco Martins, entre outros, pertence à primeira leva de cineastas formados pela Escola Superior de Teatro e Cinema que desenvolve a sua actividade nos anos noventa e que, regra geral, se empenha em criar filmes de autor. Estes novos cineastas serão beneficiados, em relação à geração precedente, pelos regulamentos estatais de apoio às primeiras obras e pelos critérios que permitem continuidade na atribuição desses subsídios.

## Filmografia
- 2020 - O Filme do Bruno Aleixo
- 2018 - Ramiro
- 2014 - Cinema-Alguns Cortes: Censura II
- 2009 - 4 Copas
- 2009 - Ruínas
- 2000 - Crescei e Multiplicai-vos
- 1999 - Censura: Alguns Cortes
- 1999 - ...Quando Troveja
- 1998 - José Cardoso Pires - Diário de Bordo
- 1997 - Cinema Português?
- 1996 - Solitarium
- 1992 - Lisboa No Cinema
- 1991 - Xavier
- 1989 - Um Passo, Outro Passo e Depois...